# John Illsley

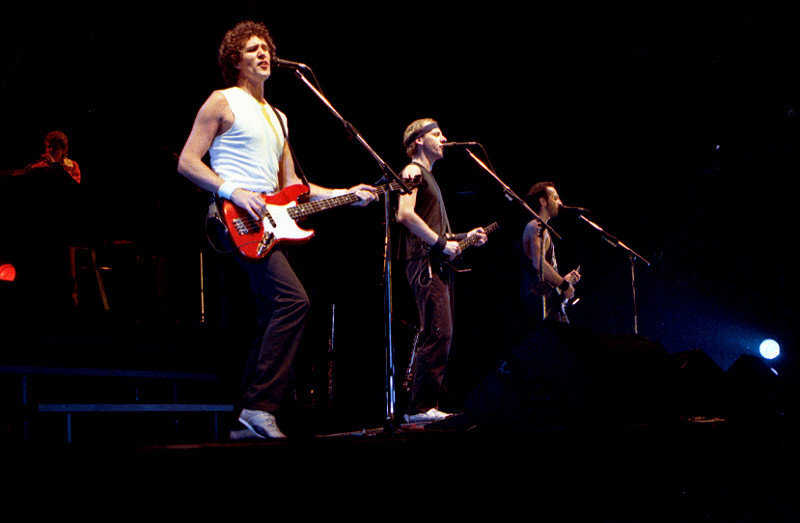
Optreden van Dire Straits in 1985, met Illsley uiterst links

John Illsley (Leicester, 24 juni 1949) was de vaste bassist van de Britse band Dire Straits. Samen met Mark Knopfler is hij de enige die overbleef van de oorspronkelijke band. Hij bracht in de jaren 80 ook nog enkele soloalbums uit waarbij Mark Knopfler op vele nummers gitaar speelde.
Naast de basgitaar is John Illsley's andere hobby kunstschilderen. Na Dire Straits is dit zijn hoofdwerk geworden, en hij exposeert zijn schilderijen wereldwijd.
Vanaf 2007 is hij weer begonnen met zijn grote passie: muziek. Zijn soloalbum Streets Of Heaven getuigt van zijn muzikale verleden en doet voornamelijk terug denken aan Dire Straits. Het album is opgenomen in de British Grove Studios en uitgebracht met hulp en samenwerking van Guy Fletcher, voormalig keyboardspeler van Dire Straits. Mark Knopfler speelt gitaar op 2 nummers: 'Streets Of Heaven' en 'Only Time Will Tell'.

## Albums
- Never Told A Soul (1984)
- Glass (1988)
- I Want To See The Moon (1988)
- John Illsley with Cunla & Greg Pearle - Live in Les Baux de Provence (2007)
- John Illsley & Greg Pearle - Beautiful You (2008)
- Streets Of Heaven (2010)
- Testing The Water (2014)
- Live in London (2015)
- Long Shadows (2016)
- VIII (2022)